# Galeria de l'Acadèmia de Venècia
|  | Per a altres significats, vegeu «Galleria dell'Accademia». |

L'Accademia di Belle Arti és l'acadèmia o escola de Belles Arts de Venècia, coneguda popularment com a l'Acadèmia. Les obres dels seus alumnes van ser l'origen de la pinacoteca d'aquesta institució anomenada Galeria de l'Acadèmia (en italià, Gallerie dell'Accademia), que conserva una de les més grans col·leccions d'art italià i és un dels més importants focus turístics de la ciutat de Venècia.
Està situada a la riba sud del Gran Canal de Venècia, on l'Acadèmia dona nom a un dels quatre ponts que creuen aquest canal, el Pont de l'Acadèmia (en italià, Ponte dell'Accademia).

## Història
Els orígens de l'Acadèmia es remunten al 1750, quan la República veneciana va decidir dotar la ciutat d'una «Acadèmia de pintors i escultors». L'encàrrec es va donar al pintor Giovanni Battista Piazzetta amb instal·lacions al Fondaco de la Farina, actualment Capitania del Port, poc abans del Moll de Sant Marc. Des d'aquest moment va començar a recollir un primer grup d'obres realitzades pels alumnes de l'Acadèmia.
El 1807, durant l'ocupació napoleònica, es va decidir traslladar l'escola d'Art i les obres a un lloc més digne i còmode. Es van triar els locals de l'Escola de la Caritat (Scuola della Carità), l'Església de Santa Maria della Carità en el camp homònim i l'ex convent dels Canonges Lateranensos (Convento dei Canonici Lateranensi). L'Escola de la Caritat era la més antiga de les sis Scuole Grandi i l'edifici data de 1343, encara que l'Escola es va fundar el 1260. L'església data de 1441 i és obra de Bartolomeo Bon. El Convento dei Canonici Lateranensi va ser començat per Andrea Palladio el 1560, tot i que mai acabat, per això avui es troba bastant retocat. L'arquitecte encarregat de l'adaptació d'aquests edificis per al seu ús docent i museístic va ser Giovanni Antonio Selva (1751-1819).
A aquest lloc hi van confluir nombroses obres procedents d'esglésies i convents suprimits, a més de les ja posseïdes. Així a poc a poc entre 1816 i 1856 la Galeria de l'Acadèmia es va enriquir amb les col·leccions Molin, Contarini, Renier i Manfrin, que la va dotar d'indiscutibles obres mestres de l'art italià. Altres obres es van unir al museu procedents d'Àustria després del Tractat de Sant Germano de 1919, així com les adquirides per l'Estat italià gràcies sobretot a l'interès dels directors Giulio Cantalamessa i Gino Fogolari.

## Fons del Museu

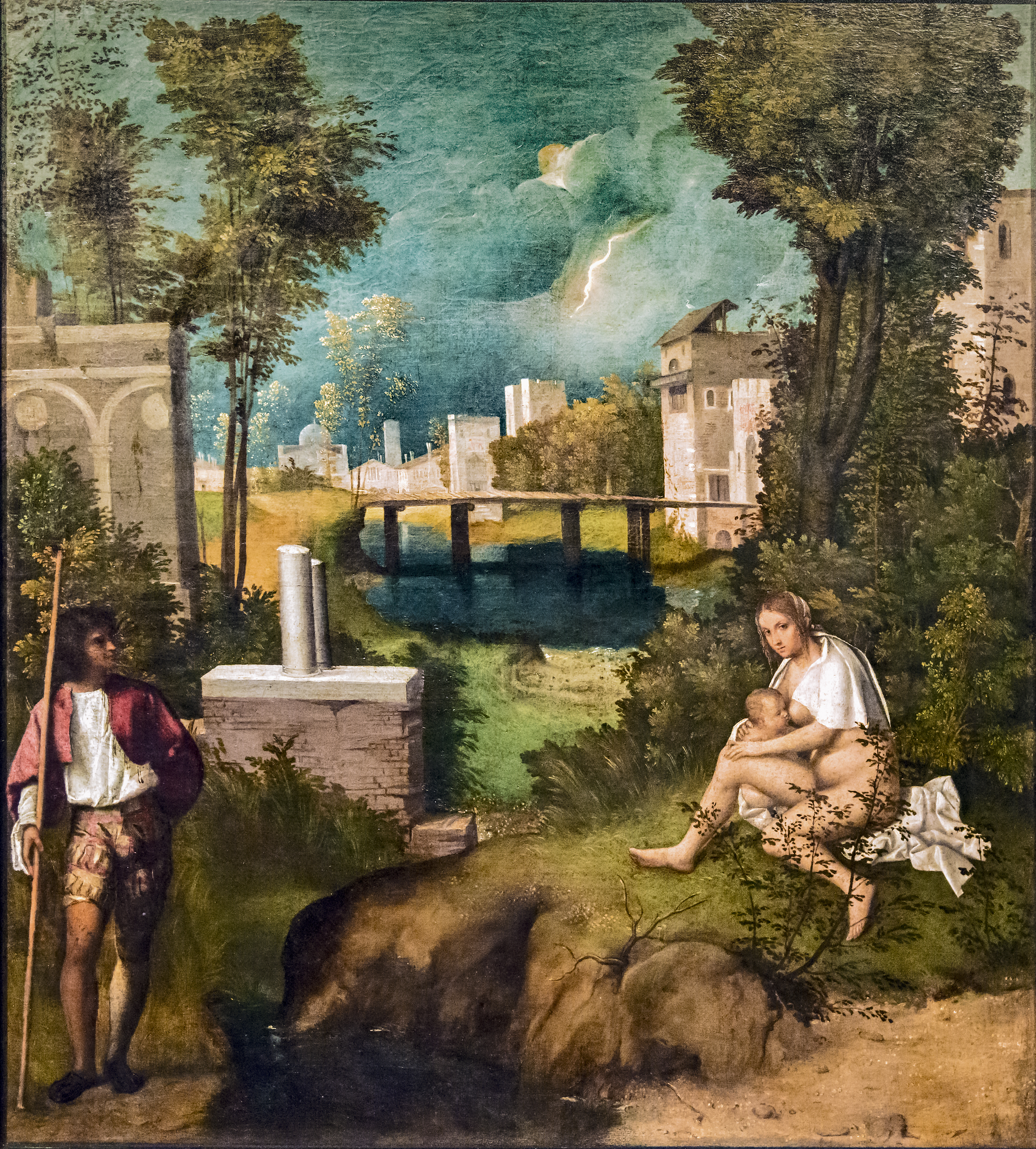
La tempesta de Giorgione és un dels quadres més coneguts exposats a la Galeria de l'Acadèmia.

La Galeria de l'Acadèmia conserva peces mestres de la pintura veneciana fins al segle xviii, ordenades cronològicament encara que la seva exposició és tractada a vegades per temàtiques similars.
Hi ha exposades obres dels següents autors, entre d'altres:
- Gentile Bellini
- Giovanni Bellini
- Sebastiano del Piombo
- Antonio Canal, Canaletto
- Vittore Carpaccio
- Giulio Carpioni
- Rosalba Carriera
- Francesco Guardi
- Giorgione
- Pietro Longhi
- Lorenzo Lotto
- Andrea Mantegna
- Giambattista Piazzetta
- Giambattista Pittoni
- Giambattista Tiepolo
- Tintoretto
- Tiziano
- Paolo Veronese

## Curiositats
- Gallerie dell'Accademia significa literalment 'Galeries de l'Acadèmia' i la raó d'aquest nom en plural és que l'origen de la Galeria comprenia dues seccions, una de reservada a la pintura i una altra a l'escultura i els guixos, però malgrat el reordenament en una única col·lecció, la denominació ha restat en plural.